# Franciszek Jaciubek
Franciszek Jaciubek (ur. 8 września 1943, zm. 17 lub 18 kwietnia 2022) – polski działacz państwowy i sportowy, w latach 1978–1991 wicewojewoda piotrkowski.

## Życiorys
Działacz Zjednoczonego Stronnictwa Ludowego i od 1959 Ludowych Zespołów Sportowych. Pomiędzy 1979 a 1991 przewodniczył radzie wojewódzkiej LZS w Piotrkowie Trybunalskim, następnie był jej honorowym przewodniczącym. Był również prezesem Wojewódzkiego Zrzeszenia Spółdzielni Rolniczych w tym mieście. W 1973 został zastępcą naczelnika powiatu opoczyńskiego. Od kwietnia 1978 do kwietnia 1991 pozostawał wicewojewodą piotrkowskim. W III RP pełnił funkcję dyrektora generalnego i członka rady nadzorczej spółki Aves w Gajewnikach.
22 kwietnia 2022 został pochowany na cmentarzu przy parafii św. Filipa Neri i św. Jana Chrzciciela w Studziannie.